# Adam Thomas
Adam Thomas (Mánchester; 11 de agosto de 1988) es un actor inglés, más conocido por haber interpretado a Adam Barton en la serie Emmerdale.

## Biografía
Tiene un hermano mayor, el actor Ryan Thomas y un gemelo fraterno, Scott Thomas.
Desde 2009 sale con Caroline Daly, El 7 de junio del 2016 se anunció que la pareja se había comprometido. La pareja se casó el 27 de agosto del 2017 en Delamere Manor, Cheshire.
En 2014 le dieron la bienvenida a su primer hijo, Teddy Thomas. En 2018 le dieron la bienvenida a su primera hija.

## Carrera
En 2006 saltó a la fama cuando se unió al elenco de la serie Waterloo Road donde interpretó a Donte Charles hasta 2009 después de que dejara la serie al finalizar la cuarta temporada. 
En 2008 apareció en un episodio de la serie Casualty como el boxeador Jake Sheperd, anteriormente interpretó a Jamie Ridderford en 2004 durante el episodio "Love Bites".
En 2009 apareció como invitado en la serie Doctors donde interpretó a Ben Hamilton, anteriormente había aparecido en la serie dos veces primero en 2002 interpretando a Declan en el episodio "Losing Control" y posteriormente en 2007 interpretando a Rohan Jameson en el episodio "Growing Pains".
Apareció en el programa All Star Family Fortunes junto a su hermano Ryan Thomas. 
Más tarde el 17 de julio de 2009 se unió al elenco de la exitosa serie británica Emmerdale Farm donde interpretó a Adam Barton, hasta el 2 de enero de 2018.
En febrero de 2018 aparecerá como invitado en la seire australiana Neighbours donde dará vida a Rafael Humphreys.
A finales de 2021, se confirmó que Thomas volvería a interpretar el papel de Donte Charles en la reposición de Waterloo Road. En agosto de 2023, Thomas fue anunciado como uno de los concursantes de la vigesimoprimera temporada de Strictly Come Dancing. Fue eliminado del concurso en la séptima semana con su pareja de baile profesional, Luba Mushtuk.

## Filmografía

### Series de televisión
| Año             | Título         | Personaje        | Notas                                |
| --------------- | -------------- | ---------------- | ------------------------------------ |
| 2018 - presente | Neighbours     | Rafael Humphreys | -                                    |
| 2009 - 2018     | Emmerdale Farm | Adam Barton      | 932 episodios                        |
| 2009            | Doctors        | Ben Hamilton     | episodio "Hamilton Is Out"           |
| 2006 - 2009     | Waterloo Road  | Donte Charles    | 46 episodios                         |
| 2008            | Casualty       | Jake Sheperd     | episodio "To Thine Own Self Be True" |

## Premios y nominaciones
| Año  | Categoría          | Premio            | Serie          | Resultado |
| ---- | ------------------ | ----------------- | -------------- | --------- |
| 2013 | Sexiest Male       | Inside Soap Award | Emmerdale Farm | Nominado  |
| 2010 | Best Soap Newcomer | TV Quick Award    | Emmerdale Farm | Ganó      |